# Mimosa artemisiana
Mimosa artemisiana är en ärtväxtart som beskrevs av Heringer och Paula. Mimosa artemisiana ingår i släktet mimosor, och familjen ärtväxter. Inga underarter finns listade i Catalogue of Life.